# Åsum Herred

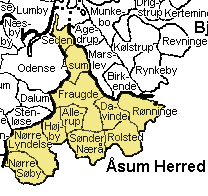
Åsum Herred

Åsum Herred was een herred in het voormalige Odense Amt in Denemarken. Aasum wordt in Kong Valdemars Jordebog vermeld als Asumhæreth. Het gebied ging in 1970 over naar de nieuwe provincie Funen.
Åsum was verdeeld in 11 parochies.
- Allerup
- Davinde
- Fraugde
- Højby
- Nørre Lyndelse
- Nørre Søby
- Rolfsted
- Rønninge
- Seden
- Sønder Nærå
- Åsum